# Чуевка (Амурская область)
Чу́евка — село в Тамбовском районе Амурской области, Россия. Входит в Козьмодемьяновский сельсовет.

## География
Село Чуевка расположено на автодороге областного значения Тамбовка — Екатеринославка, расстояние до районного центра Тамбовского района села Тамбовка — 10 км (на юго-запад).
Чуевка стоит на правом берегу реки Гильчин (левый приток Амура), на левом берегу реки находится село Козьмодемьяновка, административный центр Козьмодемьяновского сельсовета.
На север от села Чуевка идёт дорога к селу Липовка.

## История
Село основано в 1888 году молоканами Тамбовской губернии.

## Население
| 2002 | 2010 | 2012 | 2013 | 2014 | 2015 | 2016 |
| ---- | ---- | ---- | ---- | ---- | ---- | ---- |
| 239  | ↘199 | ↘197 | ↘184 | ↘180 | ↗182 | ↘178 |
| 2017 | 2018 |      |      |      |      |      |
| ↗181 | ↘178 |      |      |      |      |      |

## Известные уроженцы, жители
Воропаев, Павел Александрович (1923—2001) — Герой Социалистического Труда.

## Инфраструктура
Личное подсобное хозяйство с зоной сельскохозяйственного использования, индивидуальная застройка усадебного типа.
Основа экономики — сельское хозяйство.

## Транспорт
Остановка общественного транспорта «Чуевка».